# Sukaraja (Air Putih)
Sukaraja is een bestuurslaag in het regentschap Batu Bara van de provincie Noord-Sumatra, Indonesië. Sukaraja telt 3206 inwoners (volkstelling 2010).